# Circonscription de Chifley
La circonscription de Chifley est une circonscription électorale australienne en Nouvelle-Galles du Sud. Elle a été créée en 1969 et porte le nom de Ben Chifley, qui a été Premier ministre d'Australie de 1945 à 1949.
Elle est située dans la banlieue ouest de Sydney. À son origine, elle était centrée sur le quartier de Blacktown, mais elle inclut désormais ceux de Minchinbury, Mount Druitt, Plumpton et Rooty Hill. Chifley est remporté par le Parti travailliste à chaque élection fédérale depuis sa création en 1969, et est actuellement un des sièges les plus sûrs pour le parti.

## Députés
| Nom            | Parti        | Période de mandat |
| -------------- | ------------ | ----------------- |
| John Armitage  | Travailliste | 1969–1983         |
| Russell Gorman | Travailliste | 1983–1984         |
| Roger Price    | Travailliste | 1984–2010         |
| Ed Husic       | Travailliste | 2010–en cours     |